# Emanuel Mihálek
Emanuel Mihálek (20. července 1944 – 29. ledna 1996) byl slovenský fotbalista, univerzální fotbalista.

## Fotbalová kariéra
V československé lize hrál za Spartak Trnava a Jednotu Trenčín. Nastoupil v 65 ligových utkáních, ve kterých dal 4 góly.

## Ligová bilance
| Ročník                                   | Zápasy | Góly | Klub            |
| ---------------------------------------- | ------ | ---- | --------------- |
| 1. československá fotbalová liga 1965/66 | 1      | 0    | Spartak Trnava  |
| 1. československá fotbalová liga 1970/71 | 17     | 0    | Jednota Trenčín |
| 1. československá fotbalová liga 1971/72 | 25     | 4    | Jednota Trenčín |
| 2. československá fotbalová liga 1974/75 | -      | -    | Jednota Trenčín |
| 1. československá fotbalová liga 1975/76 | 22     | 0    | Jednota Trenčín |
| CELKEM 1. liga                           | 65     | 4    |                 |